# Nomads (groupe)
Pour les articles homonymes, voir Nomads.
Nomads est un groupe franco-algérien, actif dans les années 1990.

## Histoire
Après un voyage au Maroc, Philippe Jacquot et Laurent Dafurio, deux amis musiciens, décident de concevoir une maquette aux rythmes maghrébins. Au cours de leur travail, ils font la connaissance de l'américain Earl Talbot, qui possède un studio et une école de musique à Chicago, et celui-ci rejoint le groupe. Pour le chanteur du groupe, Jacquot et Dafurio cherchent une personne suffisamment exotique pour justifier l'appellation Nomads. Par l'intermédiaire du journaliste Tewfik Hakem, ils assistent à un concert de musique arabo-andalouse du chanteur algérien Hamidou Takdjout. À la fin du concert, ils lui parlent de leur projet et celui-ci accepte de participer à l'aventure.
Une fois la démo terminée, leur manager l'envoie à différents producteurs. Plusieurs acceptent, mais ils choisissent le label Une Musique car il s'agit de la société de production de TF1, une des plus importantes chaînes européennes. En 1998, ils sortent l'album composé de douze titres, Better World, certifié disque d'or. Il comprend le morceau Yakalelo sort en single et devient le tube de l'été en 1998. 

## Membres
- Philippe Jacquot – guitare, claviers, composition, réalisation
- Laurent Dafurio – claviers, composition
- Earl Talbot – chant
- Ahmed (Hamidou) Takdjout – chant, violon, luth

## Discographie

### Album studio
- 1998 : Better World

### Singles
- 1998 : Yakalelo
- 1998 : Selibabi